# Моринь
Моринь (пол. Moryń, нім. Mohrin) — місто в західній Польщі, на озері Можицко.
На 31 березня 2014 року, у місті було 1 608 жителів.

## Демографія
Демографічна структура станом на 31 березня 2011 року:
|          | Загалом | Допрацездатний вік | Працездатний вік | Постпрацездатний вік |
| -------- | ------- | ------------------ | ---------------- | -------------------- |
| Чоловіки | 758     | 139                | 550              | 69                   |
| Жінки    | 889     | 145                | 572              | 172                  |
| Разом    | 1647    | 284                | 1122             | 241                  |